# خانقاه (میانه)
خانقاه یکی از روستاهای استان آذربایجان شرقی است که در دهستان کندوان بخش کندوان شهرستان میانه واقع شده‌است.
آب و هوای این منطقه سرد و کوهستانی است. شغل اصلی مردم این روستا کشاورزی و دامداری است. باغات سیب این روستا نقش بسیار مهمی در اقتصاد شهرستان میانه دارد.
سیب خانقاه عمدتاً از نژاد سیب زرد لبنانی و سیب قرمز پنج پر می باشد و به دلیل شرایط آب و هوایی این منطقه، از سفتی و ماندگاری بالاتری نسبت به سایر مناطق برخوردار است.
در طی خشکسالی های گذشته، به دلیل شرایط جغرافیایی امکان احداث سد در این منطقه وجود نداشت. از همین رو کشاورزان جهت ذخیره و تامین آب مورد نیاز، اقدام به احداث استخرهای پلیمری کردند. به همین خاطر این منطقه به هزار استخر نیز معروف است..
این روستا یک خان بیشتر ندارد آن هم مهدی خانی است